# Línea Roja de METRORail

Icono de la línea

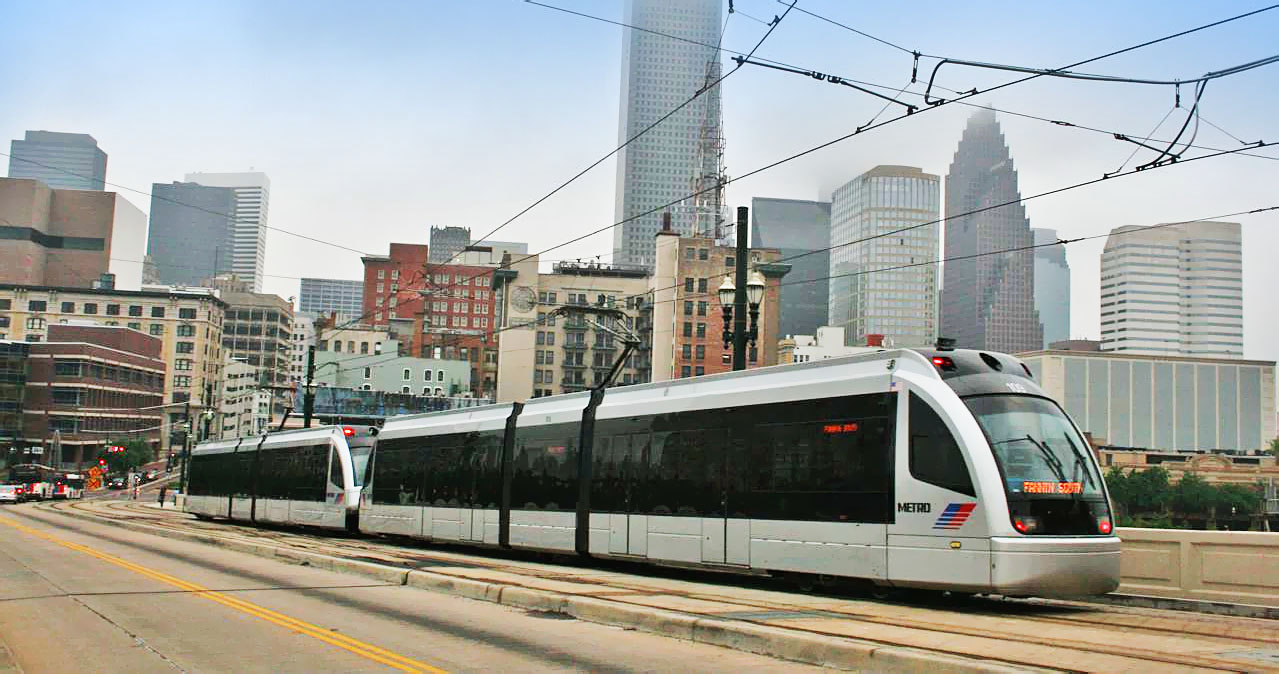
Tren ligero de la línea

La Línea Roja de METRORail (METRORail Red Line) es una línea del sistema de tren ligero METRORail en Houston, Texas. La Autoridad Metropolitana de Tránsito del Condado de Harris (METRO) gestiona el sistema METRORail.
La línea original, con 7,5 millas de vías férreas, se abrió en el 1 de enero de 2004. En el diciembre de 2013 la extensión norte de la línea, con 5,3 millas de vías férreas, se abrió.
Sirve el Texas Medical Center, Midtown Houston, y Downtown Houston.

## Estaciones
Es una lista de las estaciones de esta línea, en orden de norte a sur.

### clave de las líneas de METRORail
| Estación                              | Año de apertura | Conexiones | Conexiones                                                                        |
| Estación                              | Año de apertura | METRORail  | Autobús de METRO                                                                  |
| ------------------------------------- | --------------- | ---------- | --------------------------------------------------------------------------------- |
| Northline/HCC                         | 2013            |            | 23, 29, 36, 45, 56, 79, 96                                                        |
| Melbourne/North Lindale               | 2013            |            |                                                                                   |
| Lindale Park                          | 2013            |            |                                                                                   |
| Cavalcade                             | 2013            |            | 26                                                                                |
| Moody Park                            | 2013            |            |                                                                                   |
| Fulton/North Central                  | 2013            |            | 79                                                                                |
| Quitman/Near Northside                | 2013            |            | 66                                                                                |
| Burnett Transit Center/Casa De Amigos | 2013            |            | 3, 51/52, 79                                                                      |
| UH–Downtown                           | 2004            |            |                                                                                   |
| Preston                               | 2004            |            | varias rutas cercanas                                                             |
| Central Station (Main)                | 2015            |            | varias rutas cercanas                                                             |
| Main Street Square                    | 2004            |            | varias rutas, Greenlink                                                           |
| Bell                                  | 2004            |            | varias rutas cercanas                                                             |
| Downtown Transit Center               | 2004            |            | 6, 11, 32, 44, 51/52, 54, 82, 85, 102, 108, 137, 160/161/162, líneas Park & Ride  |
| McGowen                               | 2004            |            | 54, 82, 283                                                                       |
| Ensemble/HCC                          | 2004            |            | 9, 261, 283                                                                       |
| Wheeler Transit Center                | 2004            |            | 5, 25, 65, 152/153                                                                |
| Museum District                       | 2004            |            | 5, 56, 65, 292, 298                                                               |
| Hermann Park/Rice University          | 2004            |            | 56, 292, 298                                                                      |
| Memorial Hermann Hospital/Houston Zoo | 2004            |            | 28, 56, 292, 298                                                                  |
| Dryden/TMC                            | 2004            |            | 56, 84                                                                            |
| Texas Medical Center Transit Center   | 2004            |            | 2, 4, 10, 14, 27, 28, 41, 56, 60, 68, 84, 87, 402 (Quickline), líneas Park & Ride |
| Smith Lands                           | 2004            |            | 84                                                                                |
| NRG Park                              | 2004            |            | 60                                                                                |
| Fannin South                          | 2004            |            | 8, 11, 73, 87                                                                     |